# Muonio sameby
Muonio sameby är en koncessionssameby i Pajala kommun i Norrbottens län. Byområdet är omkring 3 460 km2 och ligger i den nordligaste delen av Norrbotten.
Liksom i andra svenska samebyar utövas renskötseln av samer, men speciellt för koncessionssamebyar är att icke-samer kan vara ägare till en del av renarna, s.k. skötesrenar. Den renskötsel som bedrivs i koncessionssamebyarna är skogsrenskötsel, vilket innebär att renarna hålls i skogslandet året om.
Muonio sameby har velat återfå sin status som skogssameby, och det har i en statlig utredning konstaterats att det med hänsyn till hur renskötseln bedrivs finns fog för detta.

## Kärnområden
Kärnområden för renskötseln inom Muonio sameby är under vinterhalvåret Parkalompolo, Ristivaara och Kolari. Parkalompolo är även viktigt som skiljnings- och slaktplats under hösten. Kalvningsområden och sommarbetesmarker finns framför allt inom Käymäjärvi och Kolko.
Samebyn äger flera fasta anläggningar, särskilt i Parkalompolo, Kolko och Kolari. Den största anläggningen finns i Kolko ca 2,5 mil nordväst om Kaunisvaara och brukas två–tre veckor under sommaren för kalvmärkning. Där finns två stora beteshagar, en korridor med tillhörande fångstarmar, tre rengärden, två kåtor, en aitta, flera stugor och bastu. Kolko har varit i bruk under lång tid och anses vara en värdefull kulturmiljö som finns upptagen i länsstyrelsens kulturmiljöprogram.

## Gruvprojekt inom byns område
Gruvbolaget Northland Resources inledde i slutet av 2012 brytning av järnmalm i ett dagbrott i Tapuligruvan. Gruvan är belägen vid Muonio samebys flyttled från de norra kärnområdena till Käymäjärvi och Kolari. Till följd av ekonomiska problem avbröts brytningen i gruvan 2014 och bolaget begärdes i konkurs. Muonio sameby hade samarbetat med gruvbolaget för att försöka minimera skadorna men blir troligen utan ersättning för förlorade renbetesmarker efter konkursen.

## Historia
Liksom andra koncessionssamebyar inrättades Muonio sameby, då med namnet Muonio lappby, genom ett beslut 1933. Det maximala renantalet angavs till 4 000, varav renskötarnas egna 1 400 och skötesrenar 2 600. På 1940-talet hade byn 2 578 renar, varav 662 egna fördelade på 14 ägare och 1 916 skötesrenar fördelade på 141 ägare. Renskötarna var bosatta i Muonionalusta, Kitkiöjoki, Kärendöjärvi och Parkalompolo och kombinerade renskötseln med gårdsbruk.